# Lenting
Lenting ist eine Gemeinde im oberbayerischen Landkreis Eichstätt.

## Geografie

### Lage
Die Gemeinde liegt in der Planungsregion Ingolstadt etwa fünf Kilometer nordöstlich von Ingolstadt zwischen Donautal und Frankenalb an der Grenze des Naturparks Altmühltal. Auf Lentinger Gebiet befindet sich der Umschlagplatz der Transalpinen Ölleitung (TAL). Durch den Ort führt der Schambachtalbahn-Radweg auf der aufgelassenen Eisenbahnstrecke Bahnstrecke Ingolstadt–Riedenburg; der Manterinbach (althochdeutsch matta=Wiese, rinna=Wasserrinne, Quell) durchquert in West-Ost-Richtung das südliche Gemeindegebiet.

### Gemeindegliederung
Es gibt vier Gemeindeteile (in Klammern ist der Siedlungstyp angegeben):
- Desching (Siedlung)
- Kalkbrenner (Weiler)
- Lenting (Pfarrdorf)
- Lentinger Mühle (Einöde)

Es gibt nur die Gemarkung Lenting.

### Nachbarorte und -gemeinden
| Stammham    | Hepberg                    |                     |
| Wettstetten | Kompass                    | Kösching            |
|             | Oberhaunstadt (Ingolstadt) | Desching (Kösching) |

## Geschichte

### Bis zur Gemeindegründung

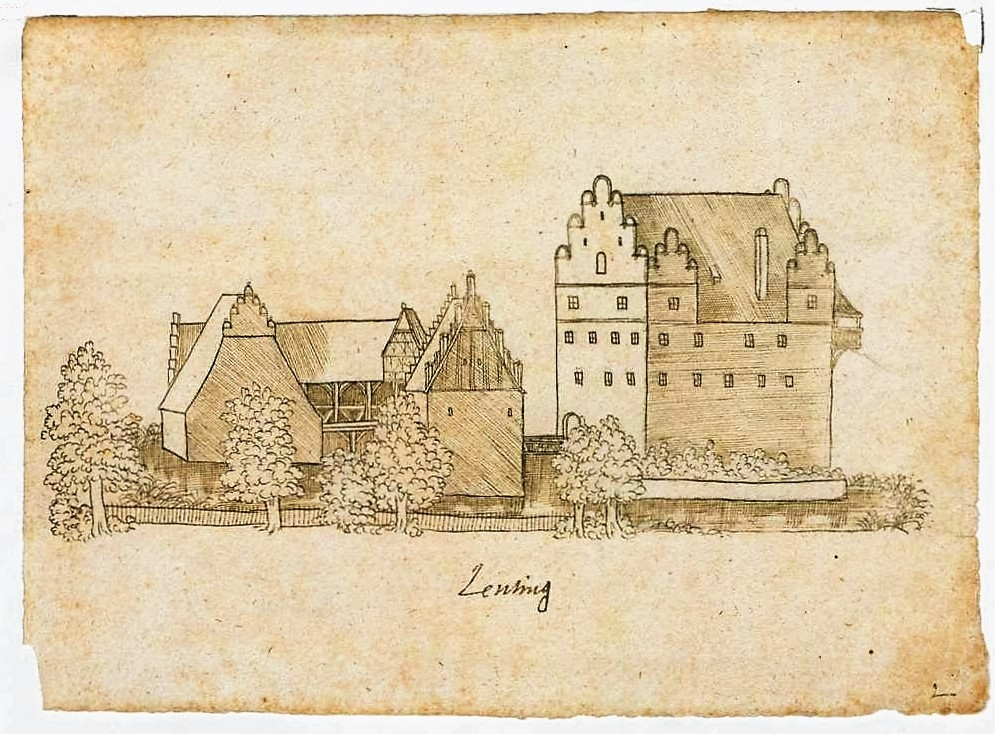
Schloss Lenting um 1550 – Zeichnung von Philipp Apian

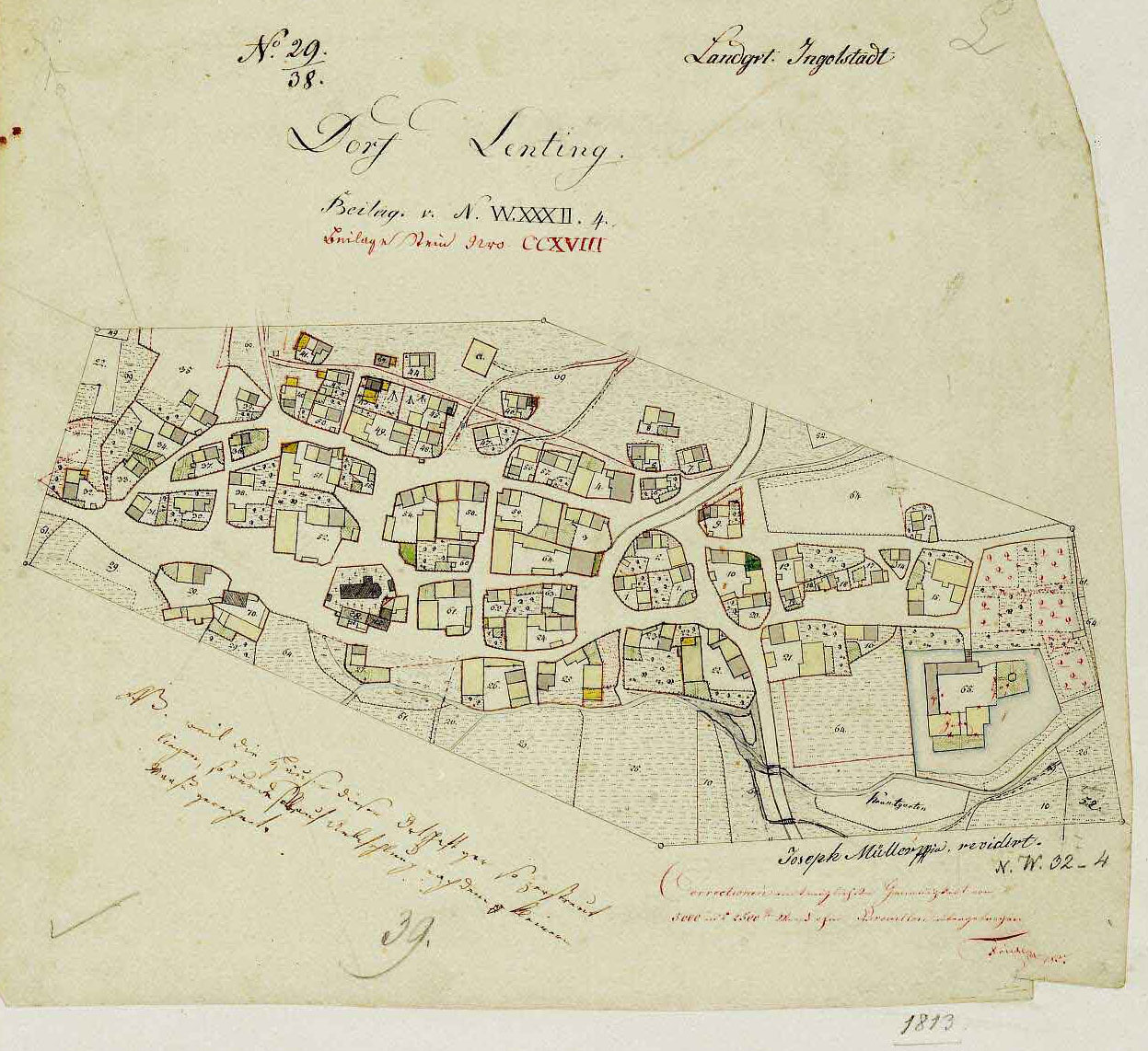
Ortsplan Lenting von 1813

Bereits in vorgeschichtlicher Zeit lebten Menschen auf dem heutigen Gemeindegebiet, wie Funde aus der Jungsteinzeit, der Eisenzeit und der Latènezeit belegen. In der römischen Kaiserzeit, um 15 v. Chr. bis 160 n. Chr., führte eine erste Straße von Gaimersheim nach Kösching durch Lenting. Vermutlich im 6. Jahrhundert besiedelten die Bajuwaren den Ort, erstmalige Erwähnung fand er im Jahr 866, 1240 wurde „Lentingen“ (Siedlung der Sippe des Lanto) im Salbuch der bayerischen Herzöge genannt. Eine Ausgrabung brachte 1977 am höchsten Punkt Lentings die Überreste von Mauern einer „Alten Burg“ aus dem 11. Jahrhundert zum Vorschein, heute erinnert nur noch ein markanter Hügel mit einer Kapelle an diesen Ort. Im Jahr 1300 wurde Lenting Pfarrei. Bis zum Ende des 13. Jahrhunderts war Lenting im Besitz der Grafen von Hirschberg; seit 1305 gehörte Lenting zu den Besitzungen der Wittelsbacher und damit zu Altbaiern. Zu jener Zeit gehörte der Ort zum Rentamt München und zum Landgericht Vohburg des Kurfürstentums Bayern. Im Jahre 1378 wurde Lenting ein Lehen des „Edlen festen Chunnrat der Ellenbrunner“, ihm folgten 1479 der Edelmann Conrad von Grumbach, später sein Nachfahre Friedrich von Grumbach.
Herzog Rupprecht ließ im Landshuter Erbfolgekrieg den Ort im Jahre 1504 niederbrennen. Das Lehen Lenting besaßen in der Folge die Grafen Schlickh von Passau, 1575 Wigulaeus Hundt zu Sulzemoos. Ihm folgte 1605 Georg Purchhauser auf Zülling, 1621 Johann Franziskus von Lichtenau. Im währenddessen tobenden Dreißigjährigen Krieg sterben durch die plündernden Schweden und die 1632 eingeschleppte Pest 116 der 300 Einwohner; die romanische Kirche und der Pfarrhof fallen den Flammen zum Opfer. Erst nach 32-jähriger Bauzeit wird 1661 eine neue Kirche eingeweiht. 1730 kam Lenting an den Grafen von Lodron, 1740 an Joseph Felix Müller von Gnadenegg. Im Jahr 1743 wird das Lentinger Schloss von den Österreichern verwüstet; 1746 wird es wieder aufgebaut. Die letzten adligen Hofmarksbesitzer sind Josef Heinrich von Pechmann und die Edlen von Stubenrauch. 1818 entstand durch das bayerische Gemeindeedikt die heutige Gemeinde.
Bei der Volkszählung 1861 hatte der Ort 409 Einwohner und 175 Gebäude.

### 20. und 21. Jahrhundert
Bis zur Mitte des 20. Jahrhunderts war Lenting wirtschaftlich durch die Landwirtschaft und traditionelle Handwerksbetriebe geprägt. Erst 1900 erfolgte mit dem Bau einer Dampfziegelei eine gewisse Industrialisierung, im Jahre 1904 folgte ein Sägewerk. Der Bau der Reichsautobahn ab 1936 schaffte, als Lenting das Baulos für die Materialversorgung für die Strecke nördlich von Ingolstadt erhielt, etliche weitere Arbeitsplätze. Der 1903 errichtete und 1904 für den Personenverkehr freigegebene Bahnhof der Bahnstrecke Ingolstadt-Riedenburg wurde währenddessen als Nachschubplatz hauptsächlich für Kies und Sand, aber auch als Kantine für die zahlreichen Tagelöhner genutzt. 1972 wurde zugunsten des Omnibusverkehrs der Personen-, im Jahre 1991 auch der Güterzugverkehr eingestellt, der sich zuletzt auf den Transport von Zuckerrüben beschränkte.
Nach dem Zweiten Weltkrieg, der zunehmenden Mechanisierung in der Landwirtschaft und dem Zuzug einer größeren Zahl von Heimatvertriebenen geschuldet wandelte sich das Bild Lentings nach und nach vom Bauerndorf zu dem einer modernen Wohngemeinde. In den 1960er Jahren errichtete die Auto Union GmbH bzw. die mit ihr verbundene Richard-Bruhn-Hilfe in Lenting eine Siedlung für ihre Arbeiter mit 226 von ursprünglich geplanten 500 Wohnungen in elf Wohnblöcken; innerhalb von zehn Jahren verdoppelte sich damit die Einwohnerzahl auf 2700; mit dem im Jahr 1965 neu ausgewiesenen Industriegebiet siedeln sich zahlreiche neue Gewerbe- und Industriebetriebe an: Phönix Rheinrohr, Merck & Cie., Stahlhandel Lübeck, die Transalpine Oelleitung sowie Forster und Söhne sind nur einige ihrer Namen. Im Jahre 1975 erreichte die Gemeinde beim Bundeswettbewerb „Unser Dorf soll schöner werden“ eine Silbermedaille.

### Gebietsreform
Während der Gebietsreform in Bayern sollte die Gemeinde Hepberg nach Lenting eingemeindet werden. In einer Abstimmung am 28. Dezember 1971 entschied sich aber die Bevölkerung von Hepberg mit 77,1 % gegen eine Eingemeindung. In der Folge gründete sich am 1. Mai 1978 die Verwaltungsgemeinschaft Lenting mit den Gemeinden Hepberg, Lenting, Stammham und Wettstetten. Bis zum Tag vor dem Austritt Hepbergs am 1. Januar 1994 bestand die Verwaltungsgemeinschaft nur noch aus Hepberg und Lenting.

### Einwohnerentwicklung
Zwischen 1988 und 2023 wuchs die Gemeinde von 3872 auf 4976 um 1104 Einwohner bzw. um 30 %, wobei auch zwischenzeitlich Bevölkerungsrückgänge zu verzeichnen waren, wie etwa 2016 minus 26 Einwohner und 2018 minus 18 Einwohner.
- 1861: 0409 Einwohner
- 1961: 1719 Einwohner
- 1971: 2802 Einwohner
- 1987: 3826 Einwohner
- 1991: 4466 Einwohner
- 1995: 4594 Einwohner
- 2000: 4702 Einwohner
- 2005: 4772 Einwohner
- 2010: 4694 Einwohner
- 2015: 4851 Einwohner
- 2016: 4825 Einwohner
- 2023: 4976 Einwohner

## Politik

### Gemeinderat
Der Gemeinderat von Lenting hat 16 Mitglieder.
- CSU: acht Sitze (50,26 %)
- SPD: vier Sitze (24,02 %)
- Freie Wähler: vier Sitze (25,72 %).

Die Wahlbeteiligung lag bei 51,61 %.
(Stand: Kommunalwahl am 15. März 2020)

### Bürgermeister
Berufsmäßiger Erster Bürgermeister ist seit dem 20. April 2024 Christian Conradt (CSU). Seine Amtsvorgänger waren:
| Name (Parteizugehörigkeit) | Amtszeit  |
| -------------------------- | --------- |
| Anton Nerb                 | 1894–1902 |
| Josef Zeller               | 1902–1906 |
| Anton Hofmann              | 1906–1911 |
| Markus Lehmeier            | 1911–1933 |
| Leonhard Händl             | 1933–1945 |
| Josef Seitz (CSU)          | 1945–1956 |
| Franz Binder (SPD)         | 1956–1978 |
| Michael Mirlach (CSU)      | 1978–1994 |
| Ludwig Wittmann (SPD)      | 1994–2012 |
| Christian Tauer (SPD)      | 2012–2024 |
| Christian Conradt (CSU)    | 2024      |

### Wappen
| Wappen Gde. Lenting | Blasonierung: „Geteilt von Gold und Schwarz; oben eine dreiblütige heraldische Rose, unten drei, 2:1 gestellte, goldene Kugeln.“ |
| Wappen Gde. Lenting | Wappenbegründung: Die dreiblütige heraldische Rose ist dem Wappen der Familie von Grumbach entnommen, die von 1498 bis in die 1560er-Jahre die Hofmark Lenting innehatten. Besonders Argula von Grumbach, eine geborene Stauff von Ehrenfels, erlangte in der Zeit der Reformation Berühmtheit, weil sie sich schon früh (um 1523) öffentlich für die Lehre Luthers einsetzte. Das Wappensymbol der Grumbach steht auch stellvertretend für die Adelsfamilien, die vom Mittelalter bis 1840 die kleine offene Hofmark (zuletzt Patrimonialgericht) Lenting mit nur sieben Anwesen (1752) besaßen und vom Schloss aus die Geschicke des Dorfes mitprägten. Die Bewohner von Lenting (1752: 54 Anwesen) unterstanden jedoch unmittelbar dem Amt Vohburg. Die drei goldenen Kugeln sind das Attribut des heiligen Nikolaus und versinnbildlichen das Patrozinium der Pfarrkirche von Lenting. Dieses Wappen wird seit 1967 geführt. |

### Steuereinnahmen
Für das Jahr 2021 lagen die Einnahmen bei der Gewerbesteuer bei € 1.948.000 € gegenüber 3.392.000 € im Jahr 2017. Es war also ein Rückgang von 1.444.000 € (= 42,57 %) zu verzeichnen.
Das Einkommensteueraufkommen wuchs dagegen von 3.458.000 € im Jahr 2017 auf 3.974.000 € im Jahr 2022.

## Baudenkmäler
Neben dem Wasserschloss, das in den vergangenen Jahrhunderten etliche Metamorphosen erlebt hat, ist vor allem die katholische Pfarrkirche St. Nikolaus in seinen über die Jahrhunderte erlebten Verwandlungen sowie das Pfarrhaus aus dem Jahr 1904 baugeschichtlich erwähnenswert. Das Schild in der Alten Landstraße „Einhemmstelle“ zeigt auf, wie früher Fuhrwerke vor abschüssigem Gelände gewarnt wurden. Daneben stehen auch heute noch existierende Gebäude wie die ehemalige Tafernwirtschaft Lukas oder der Reiterbauernhof für bauliche Zeugen des Jurahauses.

## Wirtschaft und Infrastruktur

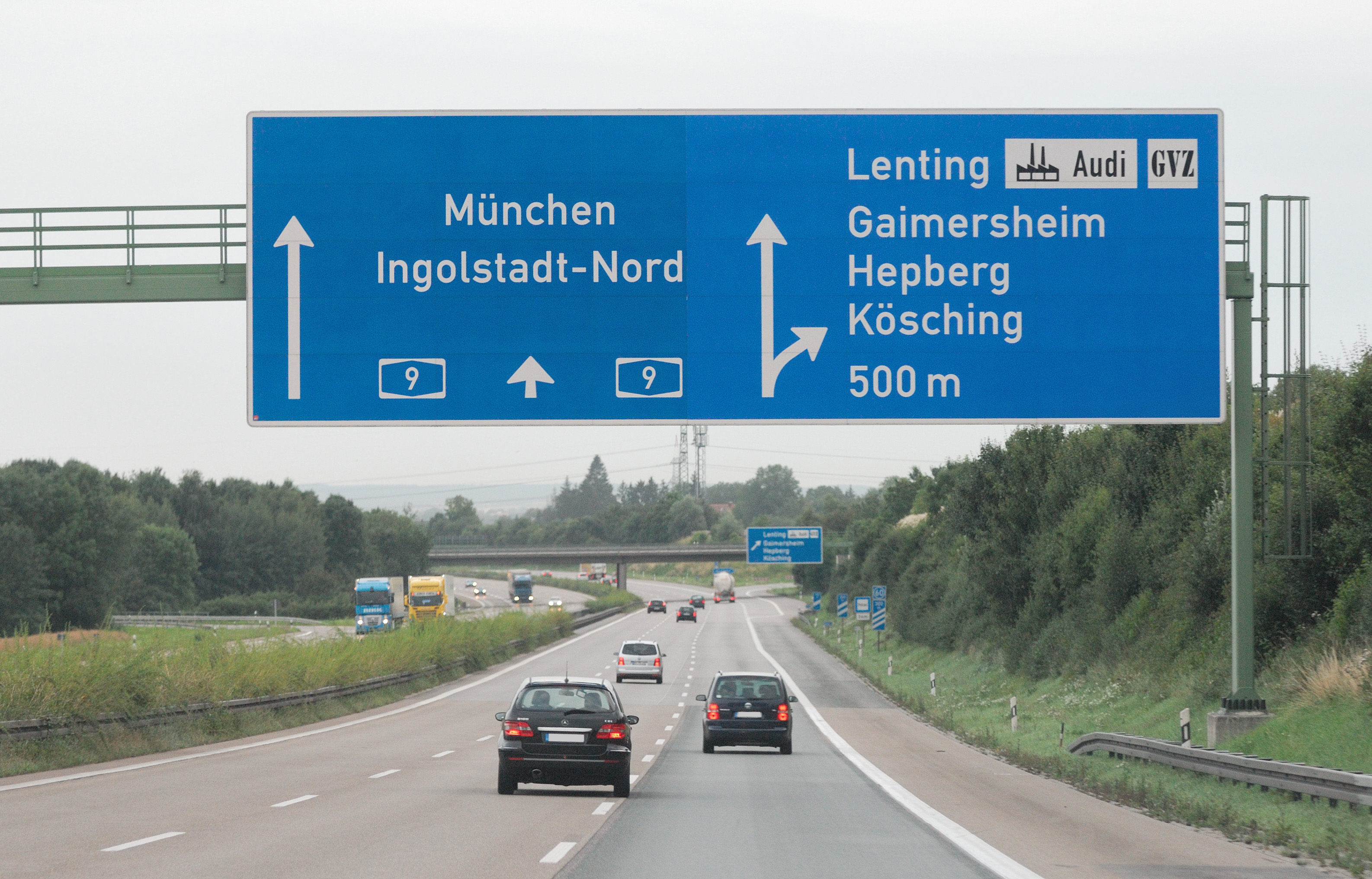
Anschlussstelle Lenting der A 9

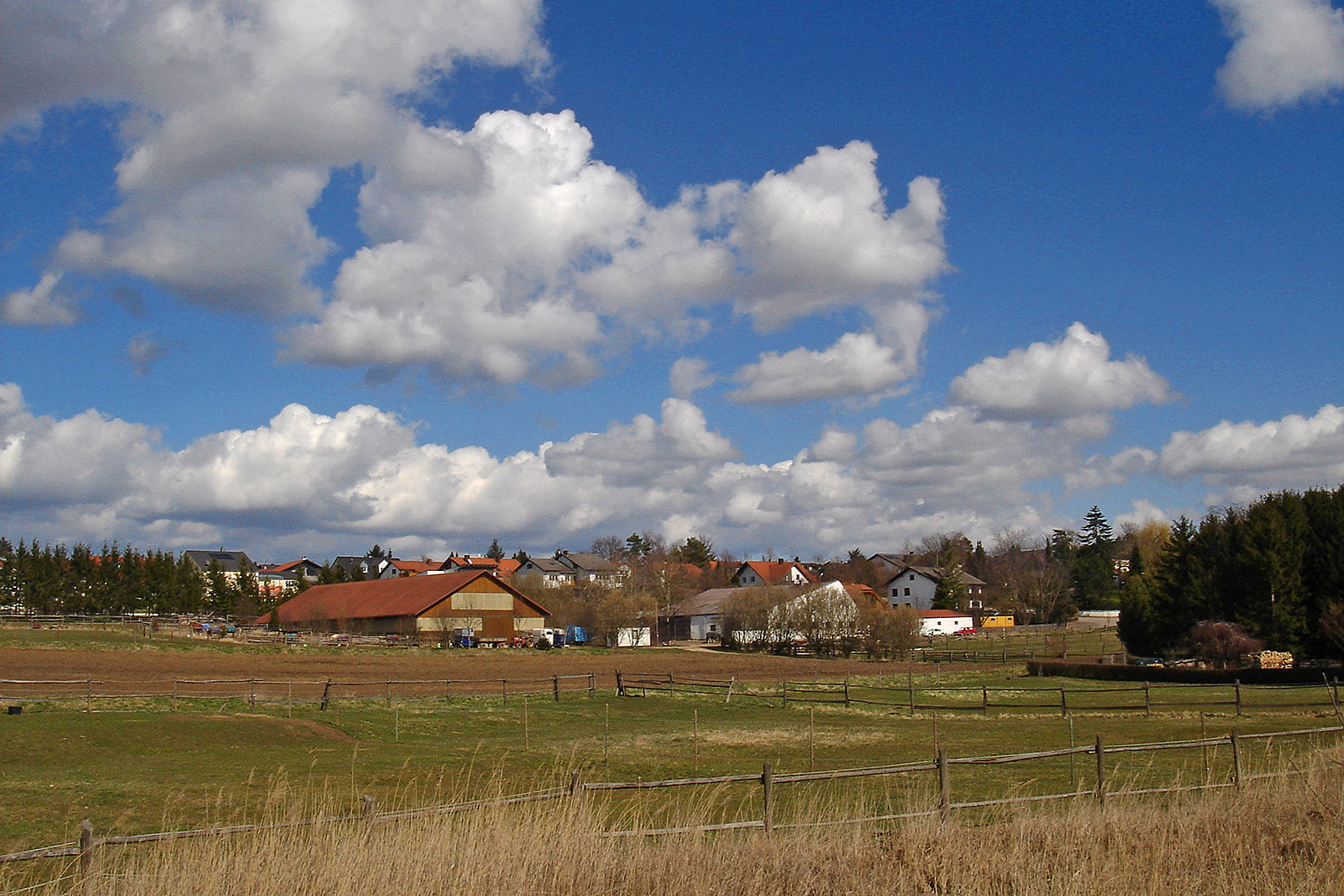
Ortsansicht von Südwest

### Wirtschaft einschließlich Land- und Forstwirtschaft
Es gab 2022 nach der amtlichen Statistik im Bereich der Land- und Forstwirtschaft keine Arbeitsplätze, im produzierenden Gewerbe wurden zuletzt für das Jahr 2018 771 Beschäftigte gemeldet und im Bereich Handel und Verkehr 292 (2018: keine) sozialversicherungspflichtig Beschäftigte am Arbeitsort. Bei den Unternehmensdienstleistern waren 2022 unter öffentlich und privaten Dienstleistern am Arbeitsort 191 Personen sozialversicherungspflichtig beschäftigt. Sozialversicherungspflichtig Beschäftigte am Wohnort gab es insgesamt 2258, d. h. die Anzahl der Auspendler betrug 944 Beschäftigte.
Im verarbeitenden Gewerbe gab es 2022 vier Betriebe, im Bauhauptgewerbe einen Betrieb. Zudem bestanden im Jahr 2020 neun landwirtschaftliche Betriebe mit einer landwirtschaftlich genutzten Fläche von 476 ha, davon waren 409 ha Ackerfläche und 46 ha Dauergrünfläche.
Die Kessel SE mit Sitz in Lenting ist ein Hersteller von Entwässerungstechnik.

### Verkehr
Zur Bundesautobahn 9 (München–Nürnberg) mit der Anschlussstelle Lenting (60), die in unmittelbarer Nähe der Gemeinde verläuft, sind es etwa zwei Kilometer. Durch den Ort verkehren die Linie 30 der INVG sowie die Linien 9221 und 9226 der RBA. Die Siedlung Desching ist durch die INVG-Linie 40 an den ÖPNV angebunden.

### Nahversorgung
Lenting besitzt an der Nürnberger Straße ein Nahversorgungszentrum mit mehreren Supermärkten, Bäckerei- und Bankfilialen.
Mehrere Arztpraxen runden das Angebot ab.

### Behörden
Der Landkreis Eichstätt betreibt in Lenting ein Dienstleistungszentrum.

### Bildungswesen
- Grund- und Mittelschule mit derzeit etwa 520 Schülern, gebundenen Ganztagesklassen und Mittlere-Reife-Klassen, Mittags- und Nachmittagsbetreuung
- weiterführende Schulen: Realschule Kösching, Gymnasium Gaimersheim sowie Realschulen und Gymnasien in unmittelbarer Umgebung

Bereits für das Jahr 1591 ist die erste Schule Lentings belegt, im Jahr 1827 erfolgte der Neubau eines ersten Schul- und Mesnerhauses bei der Lentinger Kirche, das 1875 und 1900 erweitert wurde. Im Jahr 1958 wurde auf dem Gelände „Am Gstocket“ ein neues Schulhaus errichtet, dem 1967 ein II. Bauabschnitt und 1971 ein III. Bauabschnitt folgten. Erst 1984, nach Bau des neuen Rathauses, erfolgte der Abriss des alten Schulgebäudes. Bis 2004 erfolgte die Sanierung des I. Bauabschnitts, ab August 2010 wurde der Bauabschnitt II der Lentinger Schule abgerissen und durch einen modernen Neubau ersetzt, der im Januar 2012 bezogen und im März desselben Jahres eingeweiht wurde. Zum Schulverband Lenting gehören neben gemeindeangehörigen Schülern unter anderem auch Schüler aus den Gemeinden Hepberg, Stammham und Wettstetten an. Außerdem besteht für die Mittelschule ein Schulverbund mit den Gemeinden Kösching und Großmehring. Aus diesen Gemeinden werden auch M-Schüler an der Mittelschule Lenting unterrichtet und zur Mittleren Reife geführt.
Schulleiter der Lentinger Volksschule, jetzt Grund- und Mittelschule mit Mittlere-Reife-Zügen und Ganztagesklassen:
| Name               | Amtszeit  |
| ------------------ | --------- |
| Max Stettmayer     | 1895–1927 |
| Gregor Günter      | 1927–1945 |
| Anton Häusler      | 1947–1957 |
| Ernst Rauwolf      | 1957–1967 |
| Alfons Bergmüller  | 1968–1985 |
| Hans-Dieter Binner | 1985–1989 |
| Anton Mang         | 1990–1999 |
| Elmar Gafinen      | 1999–2008 |
| Willibald Schels   | 2008–2013 |
| Klaus Sterner      | 2013-2018 |
| Daniel Bösl        | 2018-     |

### Kindergärten und -krippen
- Kindergarten und Krippe St. Nikolaus (Kindergarten: 75 Plätze in drei Gruppen, Krippe: 24 Plätze in zwei Gruppen),
- integrativer Kindergarten und Krippe St. Josef (Kindergarten: drei Regelgruppen mit je 25 Kindern, eine Integrationsgruppe mit 15 Kindern, Krippe: 24 Plätze in zwei Gruppen)

Im Jahr 1927 wird durch die katholische Kirche an der Wettstettener Straße ein Schwesternhaus mit „Kinderbewahranstalt“ errichtet, das in den 1950er Jahren nochmals um einen Bau erweitert wird. Im Jahr 1972 wird der Kindergarten St. Nikolaus in einem ehemaligen Steinbruch, in dem auch der „Zehentstadl“ stand, eingeweiht, 1991 der Kindergarten St. Josef an der Beethovenstraße. Nachdem 1998 ein neues Pfarrheim auf dem Gelände des Nikolaus-Kindergartens errichtet worden war, fiel das bis dahin als Jugendzentrum und als „Teehaferl“ genutzte Gebäude an der Wettstettener Straße der Abrissbirne zum Opfer. Im Jahr 2015 wird die Kita St. Josef um eine zweigruppige Kinderkrippe erweitert; die Baulast übernimmt die Gemeinde Lenting. Zum 1. Januar 2016 geht nach über 87-jähriger Verantwortung durch die katholische Ortskirche die Trägerschaft beider Kindertagesstätten auf die „Kath. Kindertageseinrichtungen Ingolstadt gemeinnützige GmbH“ über.

### Kulturelle Einrichtungen
- Gemeindebücherei im Rathaus mit etwa 16.300 Medien
- Dauerausstellung über Grabungsfunde im 1. Stock des Rathauses
- „Alte Turnhalle“ mit wechselnden Veranstaltungen (Theater, Volkstanz etc.)

Die Lentinger Gemeindebücherei wurde am 16. September 1979 durch Bürgermeister Michael Mirlach und Dekan Adalbert Regner eröffnet. Sie fand zunächst ihren Platz im Erdgeschoss der Grundschule Lenting. Die jährlichen Investitionen in neue Medien und die rapide Zunahme der Leserschaft führten bald zu Platzmangel. Im Oktober 1984 bezog die Bücherei ihre neuen Räumlichkeiten im neuen Rathaus. Zahlreiche Autorenlesungen konnten während der Zeit ihres 30-jährigen Bestehens, das im September 2009 gefeiert wurde, ebenso durchgeführt werden wie Preisrätsel, Märchenstunden oder Buchausstellungen.
Im 1. Stock des Rathausfoyers befindet sich eine Dauerausstellung über die Lentinger Gemeindegeschichte. Neben historischen Aufnahmen werden dort auch archäologische Funde gezeigt, so. z. B. Pfeilspitzen, Bohrer und Steinklingen aus der Jungsteinzeit, Tonscherben aus der Eisenzeit, Bronze- und Eisenfibeln, Ringe, Armreife und Gürtelketten aus der Latènezeit sowie Silberringe, Glasschmuck und Eisenmesser aus dem frühen Mittelalter.
Die „Alte Turnhalle“ wurde ursprünglich für die 1958 erbaute Volksschule als Turnhalle genutzt. Seit der Errichtung der Dreifachturnhalle wird sie neben schulischen auch für gesellschaftliche Veranstaltungen aus dem Kreis der Lentinger Vereine genutzt, etwa für Volkstanz-, Theater- und Musikdarbietungen.

### Kirchen und Glaubenseinrichtungen

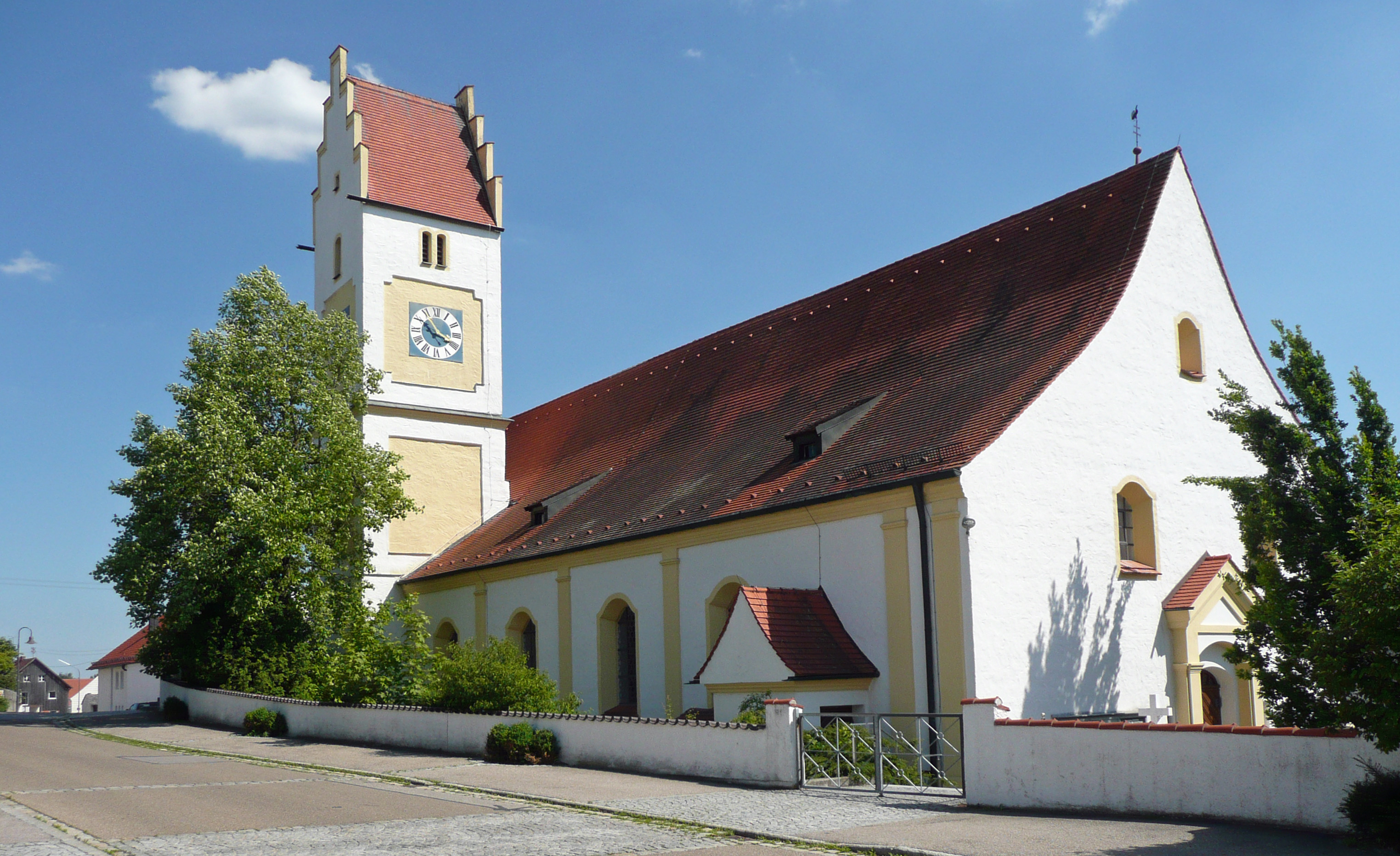
Kath. Pfarrkirche St. Nikolaus

- Katholische Pfarrkirche St. Nikolaus
- Evangelisches Gemeindezentrum St. Paulus

Bereits im 9. Jahrhundert soll in Lenting ein Kirchbauwerk gestanden haben; Näheres ist hierüber nicht bekannt. Das Patronatsrecht stand im 13. Jahrhundert den Grafen von Hirschberg, das Graf Gebhard von Hirschberg dem Eichstätter Domkapitel übertrug, zu. Dem Bischof von Eichstätt wurde 1305 schließlich das Dorfgericht von Lenting, den Münchner Herzogen das Landgericht zugesprochen. Die wohl ursprünglich romanische Kirche samt -mauer und -turm wurden 1604 erstmals restauriert; 1630 erfolgte dennoch der Abbruch des alten Kirchturms, der 1651 nach dem Dreißigjährigen Krieg wiederum restauriert werden musste. 1652 wurden in die bis dato dunkle Kirche unter offenem Ziegeldach ein Chor errichtet, drei Fenster eingebrochen und ein hölzernes Gewölbe eingezogen. Im Jahr 1730 erfolgte wohl die Barockisierung der Kirche mit neuer Decke, Stuck und Fresken, die Michael Anton Prunthaller ausgeführt haben soll. Erst im 19. und 20. Jahrhundert gewann die Kirche ihr heutiges Aussehen: Zunächst nach Westen erweitert, wurde die Kirche um zwei Seitenschiffe erweitert und die seitlichen Wände durch Pfeiler mit weitgespannten Arkaden ersetzt. Am 1. Juni 1927 wurde dieser Kirchenbau in seinen – auch heute noch bestehenden – Zügen geweiht.
Maßgeblich für diese Kirchenrenovierung verantwortlich zeigte sich Dekan Joseph Guttenberger (1883–1945), der im Jahre 1925 die Pfarrei Lenting übernahm. Als Feldgeistlicher im Ersten Weltkrieg wurde dem Stadtpfarrprediger am Münster zur Schönen Unserer Lieben Frau in Ingolstadt zunächst die Stelle eines „Bischöflichen Commissärs für die Gefangenenseelsorge“ zugetragen. Nach Übernahme der Pfarrei Lenting führte er neben der Kirchenerweiterung auch eine Friedhofsvergrößerung, den Bau eines Leichenhauses sowie eines Kinderheimes durch und gründete den Kirchenbauverein. Obwohl Träger des Eisernen Kreuzes wurde Guttenberger ein leidenschaftlicher Gegner des Nationalsozialismus, als dieser sich auch in Lenting ausbreitete. Mit seiner von der Kanzel verbreiteten Überzeugung, „Nationalsozialismus heißt Krieg“ oder der Bezeichnung der Nazis als „menschenverachtender und glaubensfeindlicher Pöbel“ wurde er zum „Volksschädling“, als solcher er am 30. Juni 1933 in Baar-Ebenhausen verhaftet und in das Konzentrationslager Dachau verbracht wurde, aus dem er allerdings nach gut einer Woche wieder entlassen wurde. Erst Jahrzehnte später wurde bekannt, dass Guttenberger als Prädikaturbenefiziat mit dem am Humanistischen Gymnasium lehrenden Gebhard Himmler, dem Vater von Heinrich Himmler, bekannt war und dieser wohl die Entlassung vermittelte. Seine Zeit in Dachau sowie die Erkenntnis, dass sich die Nazis doch länger hielten als gedacht, traf ihn schwer, ebenso wie der Konkordatsvertrag zwischen Deutschem Reich und Vatikan. Aus dem leidenschaftlichen Prediger wurde ein monotoner Verkünder des Evangeliums, der im Alter von knapp 62 Jahren am 17. Januar 1945 verstarb. Ihm zur Erinnerung wurde die „Guttenbergerstraße“ benannt. Zurzeit betreut Pfarrer Josef Heigl die Pfarrgemeinden Lenting und Hepberg zusammen mit dem aus Indien stammenden Kaplan Benjamin Pereira.
Pfarrer von Lenting im 20. und 21. Jahrhundert:
| Name               | Amtszeit  |
| ------------------ | --------- |
| Johann Bauer       | 1902–1912 |
| Josef Hartmann     | 1912–1925 |
| Josef Guttenberger | 1925–1945 |
| Anton Brehms       | 1945–1954 |
| Peter Möges        | 1955–1971 |
| Adalbert Regner    | 1971–1986 |
| Rudolf Meyer       | 1986–1990 |
| Georg Köbl         | 1990–2004 |
| Josef Heigl        | seit 2004 |

Derzeit sind im Pastoralraum Hepberg-Lenting-Wettstetten nur noch zwei Priester tätig, so dass nur noch eine verringerte Anzahl von Gottesdiensten angeboten wird.
Das evangelische Gemeindezentrum St. Paulus wurde Anfang der 1960er Jahre als Provisorium nördlich der Auto-Union-Siedlung errichtet. Ihm sollten eine evangelische Kirche sowie ein evangelischer Kindergarten folgen. Nachdem sich die Prognosen für eine Entwicklung des Protestantismus innerhalb der Gemeindegrenzen trotz des Zuzugs aus den Gebieten des ehemaligen Ostblocks Anfang der 1990er Jahre nicht erfüllten, hat sich die evangelische Kirchengemeinde zum Neubau einer Kirche mitsamt Gemeindezentrum in Kösching entschlossen.

### Sport-, Vereins- und Freizeitanlagen
- Schulsportanlage mit Fußballplatz und Tartanbahn, nebenliegender Dreifachturnhalle und Tennisanlage
- Sportanlage „Am Bergfürst“ mit Kegelbahnen, Schützenheim, Mehrzweckraum, Mosterei, Fußballheim mit drei Spiel- und Trainingsplätzen
- Trimm-Dich-Anlage sowie Schrebergartenanlage im „Gstocket“, zahlreiche Wander- und Radwege
- Mehrere Kinderspielplätze, wobei der Spielplatz nahe der Kirche St. Nikolaus als Wasserspielplatz ausgestattet ist.

Während die schulischen Sportaktivitäten seit 1958 in der „Alten Turnhalle“ und einem in die Jahre gekommenen Schulsportplatz stattfanden, wurde im Jahr 1977 die erste Dreifachturnhalle im Landkreis Eichstätt eingeweiht. Die daraufhin begonnene und aufgrund der Kommunalwahl 1978 und Änderung der politischen Mehrheiten fortgeführte Diskussion über ein Sportzentrum am „Bergfürst“ führte letztlich zu einer im Jahr 1981 fertiggestellten Schul- und Breitensportanlage nahe dem Schulgelände sowie zu einem im Jahr 1991 fertiggestellten Gebäudekomplexes in gewagter Tonnenbauweise.

## Persönlichkeiten
Bekannteste historische Persönlichkeit der Gemeinde ist Argula von Grumbach (1492–1568), welche sich mit Martin Luthers reformatorischem Gedankengut anfreundete und sich für die Mitsprache von Laien und Frauen in der Kirche einsetzte. Sie verfasste und verschickte Flugschriften in einer Gesamtauflage von ca. 20.000 Exemplaren in Bayern. Ihr Ansinnen, darüber mit den katholisch-konservativen Professoren der Universität Ingolstadt, insbesondere mit Johannes Eck, zu diskutieren, kam nicht zustande.
Der Theologe Bernhard Mayer (1939–2011) lehrte an der Universität Eichstätt Neues Testament und war seiner Heimatgemeinde auch in seelsorgerischer Hinsicht verbunden.
In der Gegenwart überregional bekannt ist die baden-württembergische, in Lenting geborene ehemalige Bundestagsabgeordnete Ute Kumpf (* 1947) (SPD).